# Hyperomyzus pullatus
Hyperomyzus pullatus är en insektsart som beskrevs av Hall, T.A. och Eric Garraway 2009. Hyperomyzus pullatus ingår i släktet Hyperomyzus och familjen långrörsbladlöss. Inga underarter finns listade i Catalogue of Life.